# Charwelton
Charwelton est une paroisse civile et un village du Northamptonshire, en Angleterre.